# Arachis marginata
Arachis marginata es una especie de planta floral del género Arachis, categorizada en la tribu Dalbergieae, de la subfamilia Faboideae.

## Distribución
Especie nativa de América del Sur: Brasil. Crece en el bioma tropical.

## Taxonomía
Fue descrita por Gardner.
Tratamiento taxonómico
La especie aparece registrada y publicada en Hooker's Icon. Pl. 5: t. 500 (1842).